# Knooppunt Taastrup
Knooppunt Taastrup (Deens: Motorvejskryds Taastrup) is een knooppunt in de Deense hoofdstad Kopenhagen tussen de Holbækmotorvejen richting Roskilde en Kopenhagen en de Motorring 4, een ringweg van Kopenhagen. Het knooppunt is genoemd naar de plaats Taastrup, die in de buurt van het knooppunt ligt.
Het knooppunt is uitgevoerd als een half sterknooppunt. 
| Aansluitende wegen   | Aansluitende wegen | Aansluitende wegen | Aansluitende wegen | Aansluitende wegen               |
| -------------------- | ------------------ | ------------------ | ------------------ | -------------------------------- |
|                      |                    |                    |                    | O4 richting Ballerup             |
|                      |                    |                    |                    |                                  |
| 21 richting Roskilde |                    |                    |                    |                                  |
|                      |                    |                    |                    |                                  |
|                      |                    |                    |                    | 21O4 richting Kopenhagen en Køge |

Aalborg Centrum · Aalborg Nord · Aalborg Syd · Århus Nord · Århus Syd · Århus Vest · Avedøre · Ballerup · Brøndby · Fredericia · Gladsaxe · Herning · Herning Syd · Ishøj · Kliplev · Køge Vest · Kolding · Kolding Vest · Kongens Lyngby · Nørresundby Centrum · Odense · Rødovre · Skærup · Taastrup · Vallensbæk · Vendsyssel